# Naidaijin
Le naidaijin (内大臣, littéralement « ministre du Centre ») est un ministre impérial japonais de l'ère Taihō (702), inférieur aux sadaijin et udaijin (un officier de troisième rang), toujours prêt à assister un des ministres supérieurs en cette hiérarchie. C'est l'homme d'affaires de l'empereur. Quand un des trois ministres du kugyō ne peut vaquer à son emploi, c'est le naidaijin qui le remplace.
À cette époque, il y a en tout huit rangs de fonctionnaires eux-mêmes divisés en échelons, plus un de début, le daijō-daijin (太政大臣), ministre des Affaires suprêmes, ou Premier ministre.
L'udaijin (littéralement : « ministre de Droite ») est l'une des deux places de deuxième rang de fonctionnaire du gouvernement impérial avec le sadaijin (« ministre de Gauche »), selon l'organisation des lois de l'ère Taihō (702).

## Liste desnaidaijin
1. Fujiwara no Yoshitsugu (777)
2. Fujiwara no Uona (777-781)
3. Fujiwara no Takafuji (900)
4. Fujiwara no Kanemichi (972-974)
5. Fujiwara no Michitaka (989-991)
6. Fujiwara no Michikane (991-994)
7. Fujiwara no Korechika (994-996)
8. Fujiwara no Kinsue (997-1017)
9. Fujiwara no Yorimichi (1017-1021)
10. Fujiwara no Norimichi (1021-1047)
11. Fujiwara no Yorimune (1047-1060)
12. Fujiwara no Morozane (1060-1065)
13. Minamoto no Morofusa (1065-1069)
14. Fujiwara no Nobunaga (1069-1080)
15. Fujiwara no Yoshinaga (1080-1082)
16. Fujiwara no Moromichi (1083-1099)
17. Minamoto no Masazane (1100-1115)
18. Fujiwara no Tadamichi (1115-1122)
19. Minamoto no Arihito (1122-1131)
20. Fujiwara no Munetada (1131-1136)
21. Fujiwara no Yorinaga (1136-1149)
22. Minamoto no Masasada (1149-1150)
23. Tokudaiji Saneyoshi (1150-1156)
24. Fujiwara no Koremichi (1156-1157)
25. Sanjō Kiminori (1157-1160)
26. Fujiwara no Motofusa (1160-1164)
27. Fujiwara no ? yoshi (1164-1165)
28. Fujiwara no Kanezane (1165-1166)
29. Taira no Kiyomori (1166-1167)
30. Fujiwara no Tadamasa (1167-1168)
31. Minamoto no Masamichi (1168-1175)
32. Fujiwara no Moronaga (1175-1177)
33. Taira no Shigemori (1177-1179)
34. Konoe Motomichi (1179-1182)
35. Taira no Munemori (1182-1183)
36. Tokudaiji Sanesada (1184-1186)
37. Kujō ? michi (1186-1188)
38. Fujiwara no Kanefusa (1190-1191)
39. Nakayama Tadachika (1191-1194)
40. Kujō Yoshitsune (1195-1196)
41. Konoe Iezane (1199)
42. Minamoto no Michichika (1199-1200)
43. Saionji ? (1205-1206)
44. Konoe ? (1207-1208)
45. Tokudaiji ? (1208-1211)
46. Kujō Michiie (1212-1214)
47. Minamoto no Sanetomo (1218)
48. Konoe ? (1218-1219)
49. Koga Michiteru (1219-1221)
50. Saionji Kintsune (1221-1222)
51. Kujō ? (1224-1227)
52. Konoe ? (1227-1231)
53. Saionji Saneuji (1231-1235)
54. Nijō Yoshizane (1235-1236)
55. Kujō Motoie (1237-1238)
56. ? (1240-1241)
57. Takatsukasa Kanehira (1241-1244)
58. Kujō Tadaie (1244-1246)
59. Tōin ? (1257-1258)
60. Konoe ? (1258-1261)
61. Takatsukasa ? (1262-1265)
62. Ichijō ? (1267-1268)
63. ? (1271-1275)
64. Konoe ? (1275-1288)
65. Koga ? (1288)
66. Takatsukasa ? (1288-1289)
67. Saionji Sanekane (1289-1291)
68. Kujō Moronori (1291-1294)
69. Koga ? (1297)
70. Takatsukasa Fuyu ? (1299-1302)
71. Ichijō ? (1302-1304)
72. Konoe ? (1305)
73. Konoe ? (1309-1313)
74. Tōin ? (1315-1316)
75. Ichijō Uchitsune (1318)
76. Rokujō ? (1319)
77. Takatsukasa Fuyu ? (1322-1324)
78. Konoe ? (1326-1330)
79. Koga ? (1330-1331)
80. ? (1331-1332)
81. Ichijō Tsunemichi (1335-1337)
82. Takatsukasa ? (1337-1339)
83. Konoe ? (1341- ?)
84. Koga ? (1356-1362)
85. Nijō ? (1366-1367)
86. Konoe ? (1375-1378)
87. Ashikaga Yoshimitsu (1381-1382)
88. Ichijō Tsunetsugu (1388-1394)
89. Kujō ? (1396-1399)
90. Konoe ? (1399-1402)
91. Nijō ? (1402-1409)
92. Ichijō Kaneyoshi (1421-1424)
93. Konoe ? (1426-1429)
94. Koga ? (1429- ?)
95. Ashikaga Yoshinori (1432)
96. Takatsukasa ? (1435-1438)
97. Konoe ? (1455-1457)
98. Ashikaga Yoshimasa (1458-1460)
99. Koga ? (1461-1464)
100. Kujō ? (1464-1465)
101. Takatsukasa ? (1468-1475)
102. Konoe (1475-1476)
103. ? (1485)
104. Ichijō Fuyuyoshi (1488-1493)
105. Koga ? (1497-1499)
106. Takatsukasa ? (1506-1507)
107. Konoe Nobutada (1580-1585)
108. Toyotomi Hideyoshi (1585-1586)
109. Tokugawa Ieyasu (1596-1603)
110. Toyotomi Hideyori (1603-1605)
111. Tokugawa Hidetada (1605-1606)
112. Tokugawa Iemitsu (1623-1626)
113. Tokugawa Ietsuna (1651-1653)
114. ? (1661)
115. Koga ? (1661- ?)
116. Koga ? (1791-1795)
117. Tokugawa Ieyoshi (1822-1837)
118. Tokudaiji Sanekata (1848-1849)
119. Sanjō ? (1857-1858)
120. ? (1858-1859)
121. Nijō Nariyuki (1859-1862)
122. Koga ? (1862)
123. Tokudaiji Kin'ito (1863)
124. Konoe Tadafusa (1863-1867)
125. Tokugawa Yoshinobu (1867-1868)